# Liceo Eduardo de la Barra
El Liceo Eduardo de la Barra de Valparaíso, creado como Liceo de Valparaíso el 22 de marzo de 1862 e inaugurado el 2 de junio de 1862, es un liceo de educación media (secundaria) chileno, que imparte la modalidad científico-humanista. Se encuentra ubicado en la ciudad de Valparaíso.
Es uno de los establecimientos educacionales más emblemáticos y prestigiosos del país, debido a su excelencia académica, historia y destacada participación de sus todos son estudiantes en el desarrollo de la educación pública chilena.
El primer rector del establecimiento fue el Ingeniero Sr. Joaquín Villarino, quién dirigió el Liceo hasta 1868. La actual rectora del liceo es la profesora de Estado Lorena Cortés Zúñiga.

## Antecedentes
Hasta la primera mitad del siglo XIX, la ciudad de Valparaíso no contaba con establecimientos de educación secundaria. Los colegios particulares existentes no podían satisfacer dicha necesidad y, además, el desarrollo comercial de la ciudad lo exigía.
Ante esta situación, el exprofesor de gramática castellana del Instituto Nacional, don José María Núñez, solicitó al gobierno que le permitiera instalar un establecimiento educacional de tipo secundario, lo cual le fue concedido por decreto de 25 de noviembre de 1848, que le facultó para abrir dicha entidad, que llamó "Liceo de Valparaíso". Este comenzó a funcionar el 1 de marzo de 1850 y ganó un gran prestigio en la ciudad. Sin embargo, en 1856 su fundador murió y la entidad, con dicho acontecimiento, desapareció.
Habiéndose visto los beneficios reportados por la existencia de un liceo, en 1857, diversos personajes públicos y la comunidad porteña le solicitaron al gobierno la creación de una entidad similar, pero pagada por los fondos del Fisco, con el objeto de tener existencia permanente. Con ciertas reticencias al principio, el gobierno finalmente accedió a la solicitud y se dispuso a crear un liceo para cubrir la enseñanza secundaria en Valparaíso. Este es el origen del actual Liceo Eduardo de la Barra.

## Decreto de creación
En el artículo primero del Decreto de creación, se indica que el establecimiento se denominará «Liceo de Valparaíso». Firman el documento el entonces Presidente de la República José Joaquín Pérez, y el ministro de Educación Pública señor Manuel Alcalde Velasco, teniendo los cursos de humanidades, matemáticas, aplicadas a las profesiones de ingenieros, geógrafos, arquitectos y otras, y de comercio.

## Reseña histórica

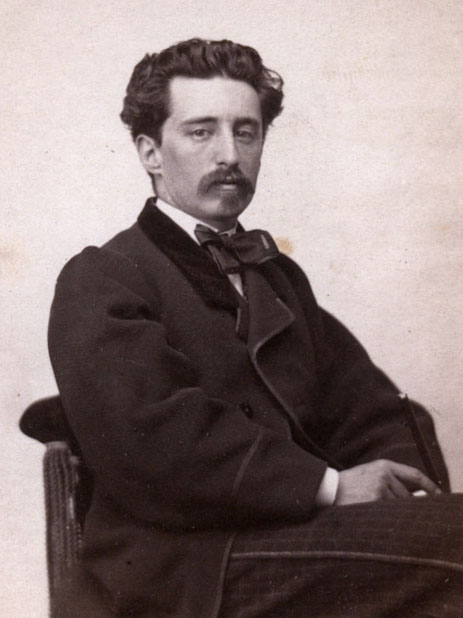
Rector Eduardo de La Barra y Lastarria.

Por decreto de 22 de marzo de 1862, se creó el "Liceo de Valparaíso", asumiendo como Rector el ingeniero Sr. Joaquín Villarino. Por este documento se aplica el plan de estudios del Instituto Nacional y los exámenes rendidos en él por sus alumnos son válidos para obtener grados universitarios. El 2 de junio de 1862, se inició el primer día de clases con 150 alumnos. Por decreto de 1 de octubre, se facultó a los alumnos privados y de colegios particulares a rendir en el liceo exámenes válidos para obtener grados universitarios.
En 1873, se compraron los terrenos de avenida Colón esquina Avenida Francia (calle del Hospital con Jaime). En 1874 comienza la construcción del edificio del liceo.
En 1877, con fecha 16 de marzo, es designado como rector el ingeniero, literato, destacado publicista, político y educador Eduardo de la Barra y Lastarria. Se produjo el traslado a su actual ubicación y equipándose el nuevo recinto. En 1878 se produjeron innovaciones importantes, entre otras, creándose una sección preparatoria, y en marzo comenzó a impartirse un Curso de Derecho privado que durará hasta 1880. El mismo mes se creó el Museo de Historia Natural del Liceo y en agosto se instituyó la Sociedad de Estudios Científicos y Literarios del Liceo de Valparaíso. Ese mismo año comienza a funcionar la Sociedad Clínica de Valparaíso.
En 1879, al estallar la guerra del Pacífico, numerosos alumnos se unieron a la Marina y el Ejército y una sección del Liceo sirvió de "Hospital de Sangre". En 1883, se designó doña Isabel Ramírez de Arellano como profesora de la Sección Preparatoria del Liceo, siendo la primera mujer en impartir docencia en el establecimiento. En mayo de 1889 se abrió un Curso Privado de Leyes por tres jóvenes abogados, profesores del Liceo y apoyados por el rector de la Barra. Ante esta noticia, el Consejo de Instrucción Pública forzó el cierre de esta iniciativa.
En 1891, a causa de la Guerra Civil, el liceo fue ocupado por tropas gobiernistas desde inicios de la revolución hasta la Batalla de Placilla (28 de agosto). Hasta cuarenta días después de ésta, fue ocupado por las tropas congresistas. El rector Eduardo de la Barra es destituido el 16 de septiembre y sale al exilio. El liceo reinició sus clases el 9 de octubre. El 16 de octubre se designó como su rector a don Carlos Rudolph Rast.
En 1892, comenzó la aplicación del sistema concéntrico de educación, según el modelo alemán, el que se mantiene hasta hoy. El liceo fue pionero a nivel nacional en esta materia. En 1893, por iniciativa del rector se fundó la Liga Protectora de Valparaíso, con el objeto de ayudar a los alumnos de escasos recursos en su educación. En marzo de 1894 se abrió un Curso de Leyes privado, financiado por don Federico Varela, el que funcionó en las salas del Liceo hasta 1904.
En 1903, se separó el Curso de Comercio del liceo y sobre este se creó el Instituto Comercial de Valparaíso. El 16 de agosto de 1906, el terremoto de ese año derrumbó el edificio y un incendio se desata en el laboratorio químico municipal, ubicado al lado del liceo; se perdió la biblioteca con sus numerosos volúmenes y las demás instalaciones del establecimiento. El 23 de octubre se retomaron las actividades normales.
En 1907, comenzó la construcción de un nuevo edificio, ubicado ahora en la nueva avenida Colón. Se perdió el edificio de fachada y gran parte del patio principal del liceo. El 17 de agosto de 1910 se fundó la Brigada Scout del liceo. El 18 de mayo de 1911, se creó el Curso Fiscal de Leyes de Valparaíso, que funcionó con la ayuda del liceo hasta 1928, cuando el rector Carlos Prado le entregó el inmueble destinado a su residencia, para que dicho curso universitario desarrolló sus labores de forma independiente al establecimiento educacional.
En el año 1929, asumó como rector el profesor Emilio Muñoz Mena, quién el 25 de abril de 1944, en homenaje al exrector del establecimiento Eduardo de la Barra, le dio su nombre. También se construyeron el gimnasio, piscina y cancha de básquetbol, del actual Liceo. En 1972, bajo el gobierno del exalumno Salvador Allende Gossens, se inauguró un nuevo edificio en los terrenos de avenida Colón esquina avenida Francia. Ese mismo año, con el nuevo edificio, las mujeres también hicieron su ingreso al Liceo, lo que marcó un hito, ya que desde esta fecha el liceo deja de ser sólo de hombres, transformándose en liceo mixto.
En 1999, se concretó el proyecto del Profesor Marcelino Venegas, Orientador del Liceo y se inauguró la "I Feria Vocacional Eduardo de la Barra", la que se realizó en el mes de octubre de cada año, la que tenía por finalidad orientar a sus estudiantes con las ofertas de carreras que entregaban los establecimientos de Educación Superior de la región.
En 2003 se inauguró el "Salón de Honor para la Cultura y las Artes Ex Alumno Salvador Allende Gossens". En 2008, comenzaron los trabajos de ampliación del establecimiento para someterse a la Jornada Escolar Completa (JEC). En 2009, inició sus actividades en dependencias del Liceo de Valparaíso B- 29, producto de los trabajos que se realizaron en avenida Colón. Durante este mismo año se realizó el traslado institucional en el mes de diciembre por término de las obras en el inmueble ubicado en avenida Colón, el cual acogeró la JEC en el año 2010.
El primer semestre 2010 se iniciaron las clases en las dependencias originales de avenida Francia con un edificio imponente y moderno, dando paso a los requerimientos de las nuevas generaciones.

## Origen de otras instituciones

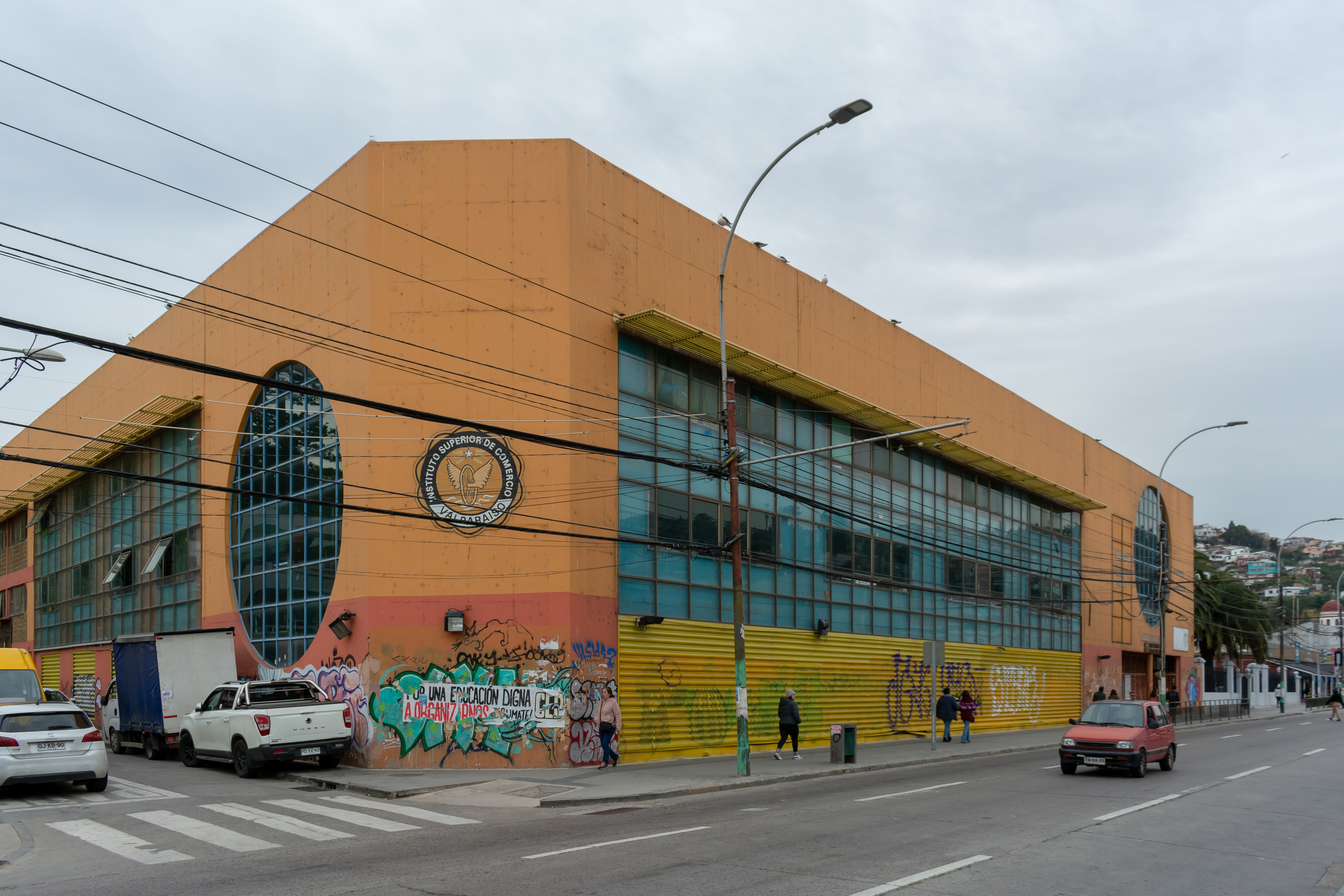
Instituto Superior de Comercio de Valparaíso Francisco Araya Bennett.

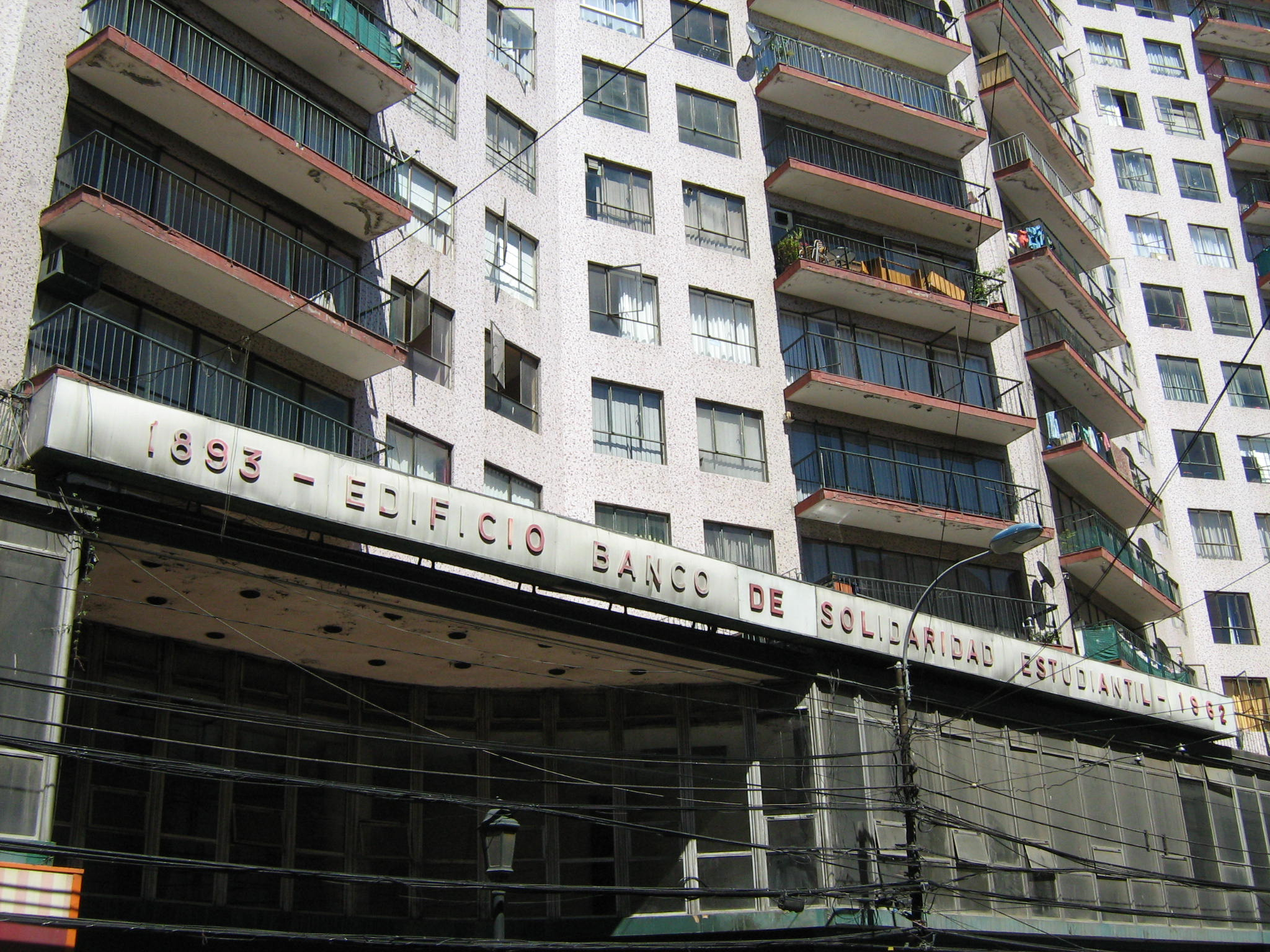
Edificio Banco de Solidaridad Estudiantil, Valparaíso.

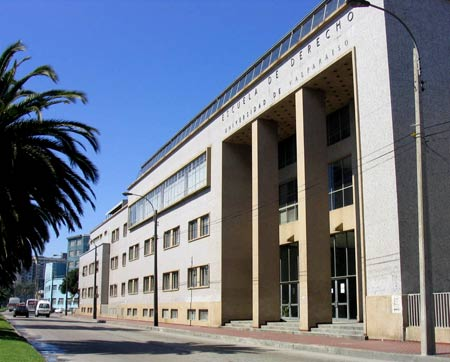
Escuela de Derecho de la Universidad de Valparaíso.

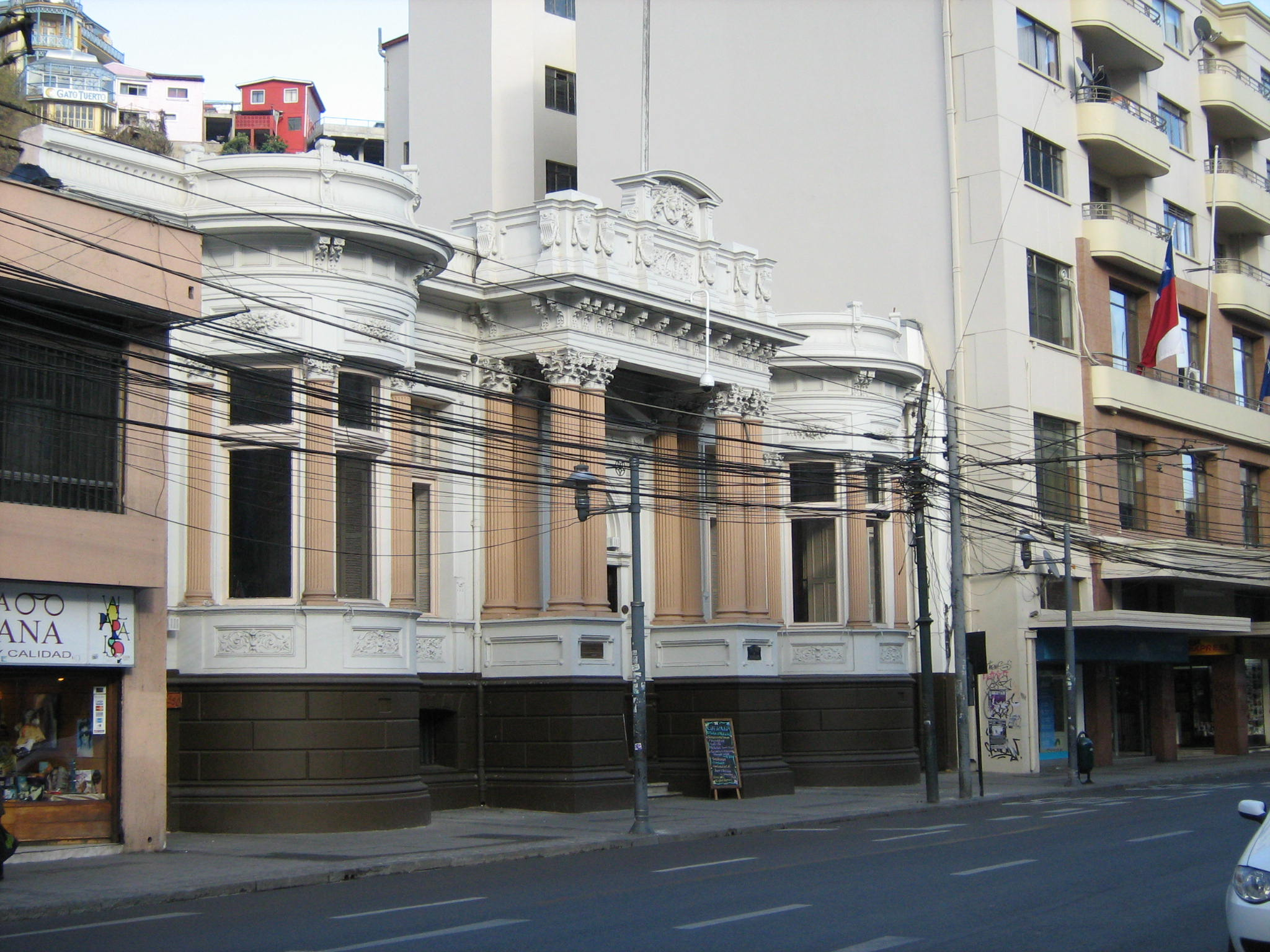
Museo de Historia Natural de Valparaíso en el Palacio Lyon

Varias instituciones de Chile han surgido al alero de este establecimiento, que luego han cobrado un valor cultural y social para Valparaíso, a saber:
- El Instituto Superior de Comercio (INSUCO) de Valparaíso. Nació por el Decreto Supremo N.º 2.216 de 29 de abril de 1903, por la separación del Curso de Comercio del Liceo. Hoy es un establecimiento de educación ubicado en avenida Argentina, y lleva el nombre de "Francisco Araya Bennett".

- La Brigada de Scout "Liceo" (desde 1987 "Grupo Guía-Scout Liceo Eduardo de la Barra"), la segunda creada en Chile  -y primera en provincias-, fundada el 17 de agosto de 1910 y 3° de Sudamérica, con Carlos Rudolph como primer Director. Es el único grupo Scout a nivel nacional en funcionar desde su fundación ininterrumpidamente hasta la fecha. Mantiene sus funciones en dependencias del liceo en avenida Colón. Esta institución, en el año 2008, es reconocida por la Ilustre Municipalidad de Valparaíso como Patrimonio Inmaterial de Valparaíso.

- La Liga Protectora de los Estudiantes Pobres, creada por los profesores como "Liga Protectora de Valparaíso" en 1893, cambiando su nombre en 1917 por "Liga Protectora de Estudiantes Pobres" y, desde 1952, conocida como "Banco de la Solidaridad Estudiantil de Valparaíso", aún en funcionamiento con más de 120 años de actividad ininterrumpida.

- La Sociedad de Instrucción Primaria Nocturna.

- La Sociedad de Colonias Escolares en 1917.

- El Curso Fiscal de Leyes de la ciudad de Valparaíso, el que nace mediante Decreto Supremo N.º 1.910, de 18 de mayo de 1911. En 1928 adopta la denominación de Escuela de Ciencias Jurídicas y Sociales y pasa a integrar plenamente la Universidad de Chile. En la actualidad es la Facultad de Derecho y Ciencias Sociales de la Universidad de Valparaíso, en virtud del Decreto con Fuerza de Ley N.º 6 de 1981, que creó la Universidad de Valparaíso como sucesora de la Sede Valparaíso de la Universidad de Chile. Sus antecedentes, los cursos libres de leyes, privados y laicos, funcionaron en algunas salas del liceo, entre 1878 y 1904. El Liceo fue la base de la actual Universidad de Valparaíso.

- La Escuela Normal de Viña del Mar, que funcionó desde 1950 hasta 1974, primero en Valparaíso trasladándose después a la ciudad jardín, en el recinto de la Escuela Bernardo O'Higgins, que servía como establecimiento experimental. Posteriormente se instaló la SEREMI de Educación en sus dependencias.

- El Instituto Pedagógico de Valparaíso, de origen privado, con el propósito de fomentar el estudio del castellano y de algunas lenguas extranjeras, creado en 1948. En 1955, pasa a integrar la Universidad de Chile, con varios profesores del Liceo como docentes. Hoy es la Universidad de Playa Ancha de Ciencias de la Educación

- El Desfile Escolar de 21 de Mayo, como institución patrimonial porteña, comenzó en 1926, y se ha desarrollado hasta la actualidad. Las primeras bandas de cornetas, pífanos y cajas ( o de guerra) en participar de esta actividad fueron bandas de algunos colegios católicos masculinos de Valparaíso. Luego, en 1929, por iniciativa del profesor del Liceo Eduardo de la Barra, Luis Marín Puebla, este establecimiento desfiló por primera vez. Sin embargo, no tendría banda propia sino hasta el año 1978. Desde entonces y por tradición, la primera banda en desfilar ante el monumento a los Héroes de Iquique es la del Liceo. Al aumentar los establecimientos educacionales en Viña del Mar, se efectúa un desfile por separado en la avenida Los Héroes, a un costado del casino municipal de esa comuna y antes de llegar a la avenida Perú.

- El Museo de Historia Natural del Liceo, creado en 1878 y favorecido con el aporte de varias personalidades de la ciudad, con el objeto de servir a la educación de los alumnos y constituir un foco de cultura en la ciudad. Hoy es el Museo de Historia Natural de Valparaíso y depende del Servicio Nacional del Patrimonio Cultural, funcionando en el Palacio Lyon en calle Condell.

## Lista de rectores
La lista de los rectores que ha tenido el establecimiento es la siguiente:
Rectores del "Liceo de Valparaíso" 
- Joaquín Villarino Cabezón (1862-1868)
- Gabriel Izquierdo Escudero (1868-1870)
- Justiniano Adrover Concha (1870-1877)
- Eduardo de la Barra Lastarria (1877-1882)
- Federico Puga Borne (interino) (1882-1883)
- Eduardo de la Barra Lastarria (1883-1891)
- Carlos Rudolph Rast (1891-1918)
- Ruperto Banderas Le-Brun (1918-1928)
- Carlos Prado Martínez (1928-1929)
- Emilio Muñoz Mena (1929-1943)

Desde el 22 de marzo de 1862 al 24 de abril de 1944 el establecimiento se llamó "Liceo de Valparaíso" y, desde el 25 de abril de 1944 bajo la dirección de don Emilio Muñoz Mena el establecimiento se pasa a llamar "Liceo Eduardo de la Barra"     
Rectores del "Liceo de Eduardo de la Barra"
- Emilio Muñoz Mena (1944-1952)
- Hernando Albornoz Echiburú (1952-1971)
- Aníbal Jorge Vivaceta López (1971-1973) (único exalumno en ocupar el cargo)

Directores del "Liceo de Eduardo de la Barra"
- Mario Soto Soto (1973-1974)
- Sergio Oyarzún Illanes (1975-1989)
- Luis Cabello López (interino) (1989-1990)
- Bernardo Sepúlveda Vásquez (interino) (1990-1991)
- Elcira Pino Rubio (interina) (1992-1993)
- Salomón Dahma Haddad (1993-1998)
- Roberto Pantoja Toro (1999-2012)
- Lorena Cortés Zúñiga (2013-actualidad)

## Exalumnos destacados
Políticos

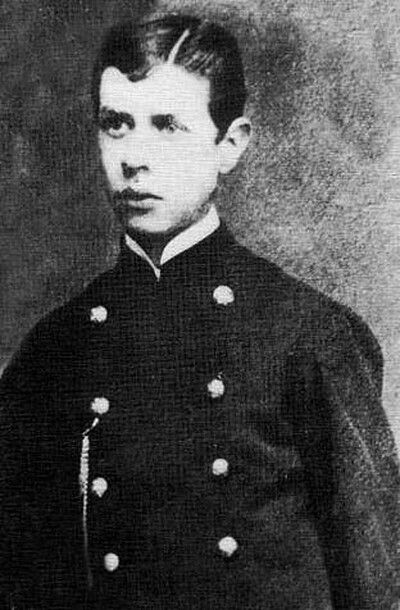
Arturo Pérez Canto.

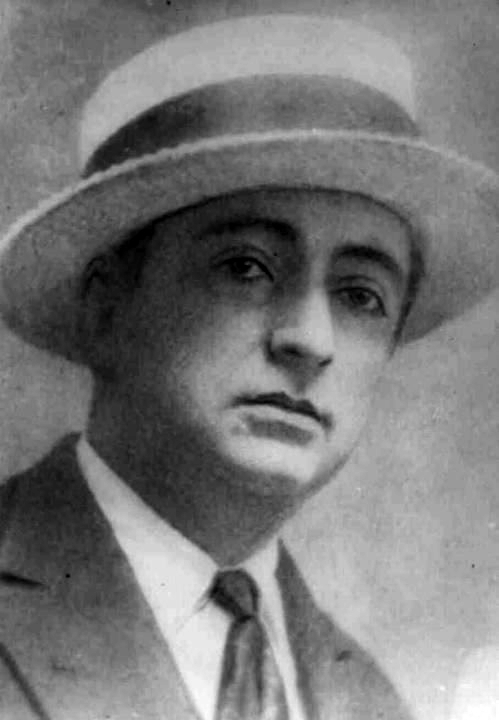
Joaquin Edwards Bello.

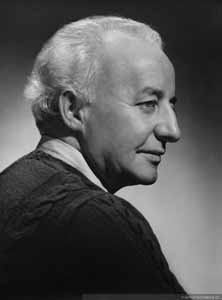
Camilo Mori Serrano.

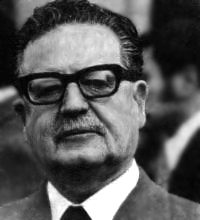
Salvador Allende.

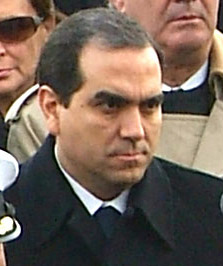
Carlos Maldonado.

- Heriberto Alegre Araya (Diputado Partido Socialista Popular)
- Paulino Alfonso del Barrio (Diputado Partido Liberal Democrático)
- Salvador Allende Gossens
- Ramón Allende Padín
- Desiderio Arenas Aguiar
- Carlos Ávalos
- Telesforo Mario Barahona Ceballos (Diputado Partido Radical)
- Natalio Berman
- Enrique Bermúdez de la Paz
- Luis Bossay Leiva
- Ricardo Bravo Oliva
- Alfredo Guillermo Bravo
- Nicolás Cataldo
- Carlos Cantero Ojeda
- Samuel Claro Lastarria
- Wenceslao del Real
- Alberto Edwards Vives
- Rodolfo Guillermo Döll Rojas
- Oscar Gajardo Villarroel
- Exequiel González Madariaga
- Fernando Guarello Fitz-Henry
- Leonardo Guzmán Cortés
- Pablo Hoffmann
- Pedro Ibáñez Ojeda
- Alberto Jaramillo Bórquez
- Norberto Ladrón de Guevara Almeyda (Diputado Partido Liberal)
- Óscar Landerretche Gacitúa
- Luis Fernando Luengo
- Carlos Maldonado Curti
- Carlos Monardes Ossandón
- Manuel Muñoz Cornejo
- Carlos Muñoz Horz
- Manuel Palacios Silva
- Julio Pérez Canto
- Benjamín Prado Casas
- Julio Puga Borne
- Héctor Ríos Ríos
- Gustavo Rivera Baeza
- Esteban Sainz Argomaniz
- Miguel Schweitzer Speisky
- David de Tezanos Pinto
- Alejandro Tinsly
- Víctor Torres Jeldes
- Raúl Urrutia Ávila
- Óscar Viel Cavero
- Arturo Villabela (Comisión política MIR)
- Sergio Vuskovic Rojo

Artistas
- Neftalí Agrella
- Joaquín Edwards Bello
- Julio Fossa Calderón
- Lautaro Díaz Silva
- Edgardo Garrido
- Pedro Antonio González
- Laureano Ladrón de Guevara
- Carlos León Alvarado
- Juan Matus Aracena
- Camilo Mori
- Arturo Moya Grau
- Pedro Reszka Moreau
- Fernando Santiván
- Pancho Sazo
- Marko Torres
- Tito Valenzuela

Militares
- Arturo Araya Peeters
- Arturo Benavides Santos
- Arturo Pérez Canto
- Arturo Prat[9]
- Francisco O'Ryan Orrego (Comandante en Jefe de la Armada de Chile)

Deportistas
- Iván Moreno
- Raúl Sánchez Soya
- Leonardo Véliz

Empresarios
- Manuel Ibáñez Ojeda
- Juan Pedrals
- José Yuraszeck
- Juan Carlos Arenas

Profesionales
- Karina Araya (Ingeniera Precursora mujeres en Minería)

Otros
- Leo Caprile
- Sergio Contreras Navia (Obispo emérito de Temuco)
- Enrique Deformes
- Claudio Grossman
- Manuel Eduardo Hübner
- Máximo Jeria
- Guillermo E. Münnich Thiele (médico y político, gobernador provincial de Valparaíso)
- Aldo Valle
- Andrés Zauschkevich Kuscheleff

## Docentes notables

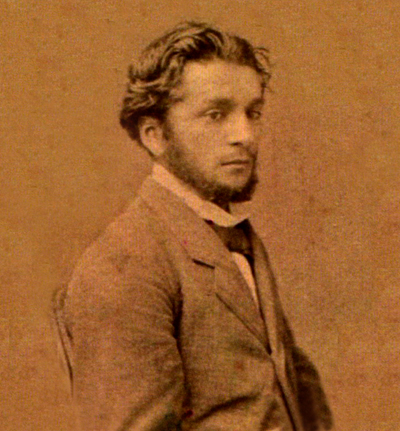
Juan Francisco González.

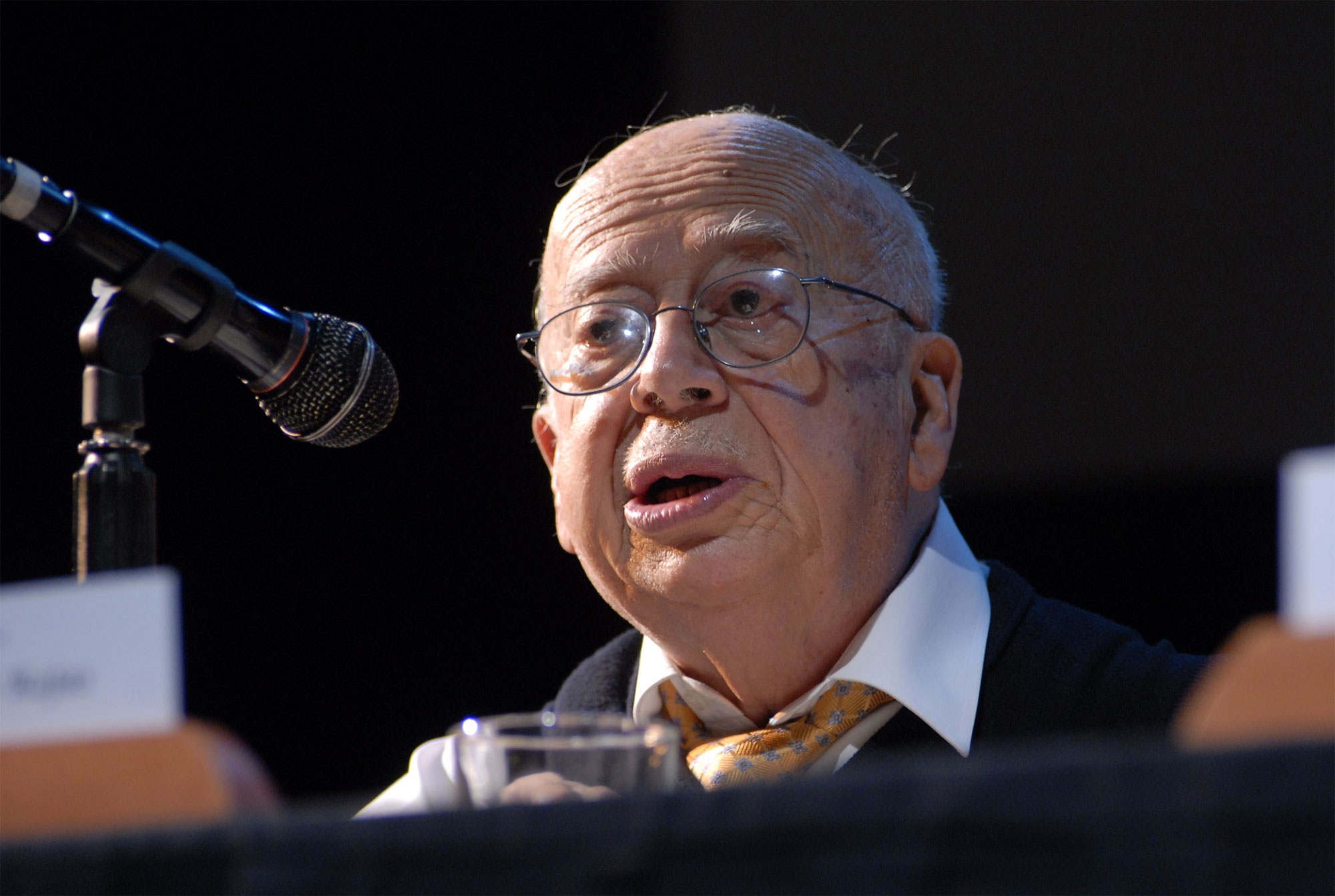
Gonzalo Rojas.

- Ludovico Barra
- Enrique Bermúdez de la Paz
- Eduardo de la Barra
- Diego Dublé Almeyda
- Juan Francisco González
- Luis Guastavino
- Alfredo Lefebvre
- Francisco Antonio Pinto Cruz
- Federico Puga Borne
- Gonzalo Rojas
- Vicente Santa Cruz Vargas
- Sergio Vuskovic Rojo